# 本庄陸男
本庄 陸男（ほんじょう むつお、1905年2月20日-1939年7月23日）は、日本の小説家である。北海道石狩郡当別町出身。

## 人物
北海道に移住した元佐賀藩士・本庄一興の六男として生まれる。家業は農業と雑貨商で、8歳のときに渚滑村（現紋別市）に移住。同地の尋常高等小学校卒業後、代用教員を務める。兄を頼って樺太で1年生活した後、上京して青山師範学校（現東京学芸大学）に編入する。小学校の教師として、東京の名門、誠之小学校に勤務していたが、新興教育運動に参加し、下町の学校を希望して、東京府深川区にある明治第二尋常小学校に転任する。そこでの経験はのちに「白い壁」という作品として結実した。
その後、1930年3月に東京教員消費組合の事件で検束されたことを理由として退職勧告を受ける。それを機に学校をやめて創作に集中しようとして、日本プロレタリア作家同盟に加入し、東京支部の組織化に力をつくす。また、日本共産党にも属する。そのために、作品はなかなか書けない状態が続いた。1934年の作家同盟の解散は、はからずも彼に創作に集中できる状況を作り出した。1936年に武田麟太郎の主宰する「人民文庫」の名義人兼編集人となり、創作に邁進するが、肺結核との闘病が始まる、
彼の作品は、出身の北海道や少年期を過ごした樺太での生活に取材したもの、東京での教員生活に取材したもの、という大きく分けて二つの系列がある。彼が作家として評価されるにいたった「白い壁」（1934年）は教員生活に取材したものだが、その後は北海道の歴史に取材したものに力を発揮した。長編「石狩は懐く」（1938年）や「石狩川」（1939年）によって彼の作品は高く評価されたが、間もなく結核のために死去した。

## 著書
- 『資本主義下の小学校』自由社 1930（発禁）
- 『白い壁』ナウカ社 1935
- 『石狩は懐く』大観堂 1939
- 『石狩川』大觀堂出版 1939　のち角川文庫、新潮文庫、新日本文庫
- 『女の子男の子』大觀堂書店 1940
- 『本庄陸男遺稿集』北書房 1964
- 『橋梁 創作集』教師の友社 1968
- 『白い壁・橋梁』新日本文庫　1982
- 『本庄陸男全集』全5巻 山田昭夫,青山毅,浦西和彦編 影書房 1993-99

## 記念碑など
当別町の以下の場所に記念碑がある。
- ロイズコンフェクトふと美工場付近に生誕地の碑がある。工場付属の売店内にパネルが展示されている。
- 国道337号の札幌大橋付近に小説「石狩川」の記念碑がある。

- 紋別市上渚滑町西辰寺に墓がある。

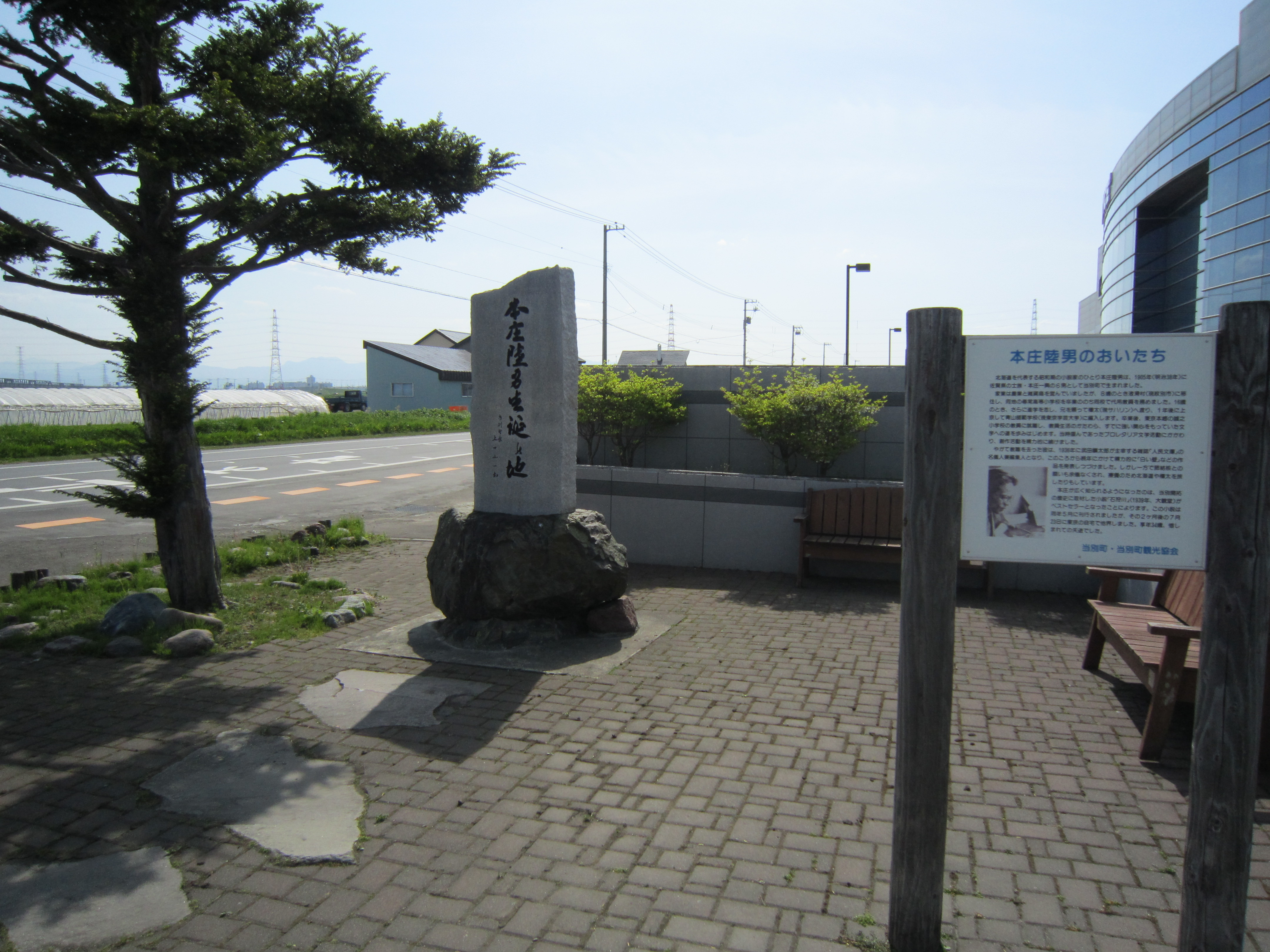
本庄陸男生誕の地
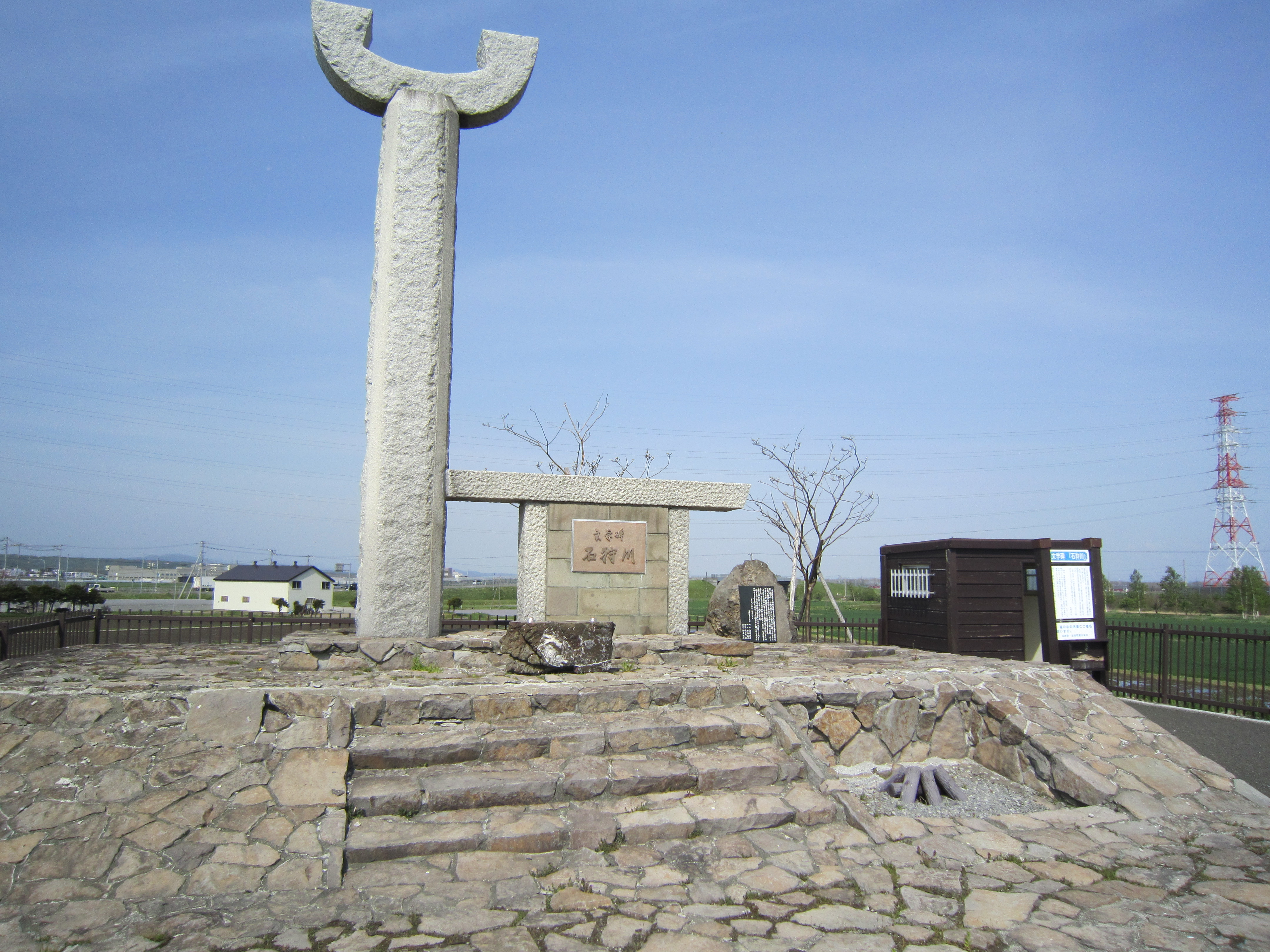
『石狩川』文学碑

## 関連文献
- 『本庄陸男の研究』布野栄一著 桜楓社 1972年